# Osmanischer Lloyd
Osmanischer Lloyd ou, en français, Lloyd Ottoman est un journal quotidien germanophone et francophone publié pendant la Deuxième période constitutionnelle ottomane de 1908 à 1918.
Il est initié par l'Office des Affaires étrangères et l'ambassade d'Allemagne à Constantinople dans le cadre de la politique allemande au Moyen-Orient et financé par la Deutsche Bank, la banque S. Bleichröder et d'autres entreprises allemandes (entre autres Krupp).

## Histoire
Le premier rédacteur en chef est de 1908 à 1914 l'ancien rédacteur en chef adjoint du Vossische Zeitung, E.M. Grunwald. Un rôle essentiel dans la fondation du journal est exercé par le journaliste Friedrich Schrader, d'opinion sociale-démocrate, présent à Istanbul depuis 1891 et dans tous les cercles intellectuels et culturels de la capitale. Il est rédacteur en chef adjoint du journal de 1908 à 1917. Notamment à cause de sa grande connaissance du passé et du présent d'Istanbul, il croit à une splendeur littéraire et intellectuelle, souvent critiquée par ses contemporains, notamment à travers ses contributions à la rubrique culturelle.
Friedrich Schrader est marié à une juive sépharade de Bulgarie, éduquée et baptisée en Angleterre. En plus de ses excellents contacts avec l'intelligentsia jeune-turque, il est proche des Arméniens Dashnak et des sionistes actifs à Constantinople. Décrit par Richard Lichtheim et d'autres correspondants comme l'éditorialiste et le rédacteur en chef du journal, il est considéré fin 1913-début 1914 comme le successeur d'E.M.Grunwald. Mais au lieu de Schrader, cosmopolite et social-démocrate, le nationaliste Mueller-Poyritz est nommé rédacteur en chef, avec le soutien des nationalistes de droite autour de l'ambassadeur Hans von Wangenheim et de l'attaché de la Marine Hans Humann. Schrader est en conflit permanent avec Max Übelhör, nommé grâce à ses liens avec le consulat rédacteur de 1916 à 1917. Übelhör est renvoyé en Allemagne, tandis que Schrader, dont on ne peut pas se passer en raison de son réseau unique et de son expérience, se retire largement des affaires du quotidien ; à partir du milieu ou de la fin de 1917, il s'occupe principalement de la préservation des sites archéologiques et des monuments.
Osmanischer Lloyd doit initialement apparaître en allemand et en ottoman. Cependant, à cette époque, le turc ottoman est encore écrit avec des caractères arabes, de sorte que l'on convient d'une édition bilingue français-allemand en raison des coûts de production inférieurs. En plus de la communauté germanophone, on veut atteindre le public levantin francophone qui est alors économiquement dominant à Istanbul.

## Personnalités
Rédacteurs en chef
- Novembre 1908 à mars 1914 : E. M. Grunwald (libéral, ancien rédacteur en chef adjoint de Vossischen Zeitung, abandonne l'éditorial après des différends avec l'ambassadeur Hans von Wangenheim)
- Avril 1914 à novembre 1915 : Karl Müller-Poyritz (Alldeutscher Verband, impopulaire en Turquie)
- Novembre 1915 à mai 1916 : Wilhelm Schwedler (journaliste expérimenté, déposé après des indiscrétions par le gouvernement turc)
- Juin 1916 à août 1917: Max Übelhör (rappelé après un différend juridique avec Friedrich Schrader)
- Septembre 1917 à septembre 1918: Silbermann (professeur, aucune expérience journalistique)
- Septembre 1918 au 30 novembre 1918: Wilhelm Feldmann (éditorialiste, correspondant à l'étranger du Berliner Tageblatt)

Collaborateurs
- Max Rudolf Kaufmann (Suisse) (emprisonné en 1916 et expulsé de Turquie)
- Friedrich Schrader
- Paul Weitz

## Source, notes et références
- (de) Cet article est partiellement ou en totalité issu de l’article de Wikipédia en allemand intitulé « Osmanischer Lloyd » (voir la liste des auteurs).